# Shine (песня Наталии Келли)
«Shine» («Сияй») — песня в исполнении австрийской певицы Наталии Келли, с которой она представила Австрию на популярном конкурсе песни «Евровидение 2013», который прошёл в Мальмё, Швеция. Авторами песни являются Андреас Гросс, Никола Парила, Наталия Келли и Александр Кахр.

## Список композиций
| №  | Название                  | Длительность |
| -- | ------------------------- | ------------ |
| 1. | «Shine»                   | 2:59         |
| 2. | «Shine» (Edit)            | 3:00         |
| 3. | «Shine» (Redio Remix)     | 3:58         |
| 4. | «Shine» (SamV Club Remix) | 5:24         |

## Позиции в чартах
| Чарт (2013)       | Наивысшая позиция |
| ----------------- | ----------------- |
| Ö3 Austria Top 40 | 26                |